# Dravidia kannikattiensis
Dravidia kannikattiensis és una espècie de peix de la família dels ciprínids i de l'ordre dels cipriniformes. Es troba a l'Índia. Inicialment classificat com a Puntius kannikattiensis va ser reclassificat el 2012 al gènere nou de Dravidia.